# B' Katīgoria 1986-1987
L'edizione 1986-1987 della B' Katīgoria vide la vittoria finale dell'APEP Pitsilia.

## Squadre partecipanti
| Club                      | Città      | Stadio | Stagione precedente |
| ------------------------- | ---------- | ------ | ------------------- |
| Adonis Idalion            | Dali       | ...    |                     |
| Akritas Chlōrakas         | Chlorakas  | ...    | ?                   |
| Anagennīsī Deryneia       | Dherynia   | ...    | ?                   |
| Apollon Lympion           | ?          | ?      | ?                   |
| APEP Pitsilia             | Kyperounta | ...    | ?                   |
| Digenis Akritas Ipsona    | ?          | ?      | ?                   |
| Doxa Katōkopias           | Katokopia  | ...    | ?                   |
| EN ThOΪ Lakatamia         | Lakatamia  | ...    | ?                   |
| Evagoras Paphou           | Pafo       | ...    | ?                   |
| Kentro Neotitas Maroniton | ?          | ?      | ?                   |
| Keravnos Strovolos        | Strovolos  | ...    | ?                   |
| Onīsilos Sōtīra           |            |        |                     |
| Orfeas Athienou           | ?          | ...    | ?                   |
| Orpheas Nicosia           | Nicosia    | ...    | ?                   |
| PAEEK Kerynias            | Kyrenia    | ...    | ?                   |

## Classifica finale
|  |    | Classifica finale   | G | V | N | P | GF | GS | DR | Punti |
|  | -- | ------------------- | - | - | - | - | -- | -- | -- | ----- |
|  | 1  | APEP Pitsilia       | ? | - | - | - | -  | -  | -  | ?     |
|  | 2  | Anagennīsī Deryneia | ? | - | - | - | -  | -  | -  | ?     |
|  | 3  | ?                   | ? | - | - | - | -  | -  | -  | ?     |
|  | 4  | ?                   | ? | - | - | - | -  | -  | -  | ?     |
|  | 5  | ?                   | ? | - | - | - | -  | -  | -  | ?     |
|  | 6  | ?                   | ? | - | - | - | -  | -  | -  | ?     |
|  | 7  | ?                   | ? | - | - | - | -  | -  | -  | ?     |
|  | 8  | ?                   | ? | - | - | - | -  | -  | -  | ?     |
|  | 9  | ?                   | ? | - | - | - | -  | -  | -  | ?     |
|  | 10 | ?                   | ? | - | - | - | -  | -  | -  | ?     |
|  | 11 | ?                   | ? | - | - | - | -  | -  | -  | ?     |
|  | 12 | ?                   | ? | - | - | - | -  | -  | -  | ?     |
|  | 13 | ?                   | ? | - | - | - | -  | -  | -  | ?     |
|  | 14 | ?                   | ? | - | - | - | -  | -  | -  | ?     |

G = Partite giocate; V = Vittorie; N = Nulle/Pareggi; P = Perse; GF = Goal fatti; GS = Goal subiti; DR = Differenza reti.

### Verdetti
- APEP Pitsilia e Anagennisi Deryneia promosse in Divisione A.